# Zu spät (Film)
Zu spät ist ein mittellanger, deutscher Stummfilm aus dem Jahre 1913 mit Harry Liedtke und Martha Angerstein.

## Handlung
Im Mittelpunkt der Handlung stehen eine junge Frau und ein junger Mann. Sie steht gerade vor ihrer Lehrerinnenprüfung, er, offensichtlich ein Student der Technik, vor seinem Examen. Beide entdecken ihre Gefühle füreinander, gehen Hand in Hand durch den Park und gestehen auf einem Bänkchen einander ihre Liebe. Doch der Vater der jungen Frau ist nicht bereit, ihm die Hand seiner Tochter zu überlassen. Er gibt dem Studenten den Rat: „Gehen Sie erst in die Welt. Werden Sie etwas, die Ehe ist eine Geldfrage!“ So entsteht der entscheidende Riss in beider Beziehung. Dann tritt auch noch eine andere Frau zwischen die beiden, die von dem Studiosus ein Kind erwartet. Seine große Liebe ist diese Frau jedoch nicht, doch die angehende Lehrerin rät ihm, das Mädchen zu heiraten, denn: „Sie trägt dein Kind unter dem Herzen.“
25 Jahre sind inzwischen vergangen. Die ehemals junge Frau ist mittlerweile verhärmt und runzelig im Gesicht und übt ihren Beruf als Lehrerin mit Leib und Seele aus. Geheiratet hat sie nie. Man feiert sie für ihr Vierteljahrhundert-Jubiläum, doch hat die Lehrerin in ihrem Leben stets etwas vermisst: die Liebe. Ein Brief gibt ihr Anlass zu großer Freude: ihre Jugendliebe hat ihn geschrieben. Er ist inzwischen verwitwet und will sie besuchen. Und er will sie – endlich! – heiraten. Ihre Schönheit spiegelt ihm vor Augen, so lautet ein Passus in seinem Brief. Die Glückseligkeit in ihrem Gesicht weicht jedoch rasch der Ernüchterung, als sie in den Spiegel schaut und eine abgekämpfte, vergrämte Frau sieht. So aber will die Lehrerin ihm nicht vor die Augen treten. Sie läuft in den Park zu der Bank, auf dem sich die beiden einst ihre Liebe gestanden.
Ihre Jugendliebe kommt in ihren Heimatort und findet sie daheim nicht an. Magisch zieht es auch ihn zur Parkbank, doch die beiden hatten ihre Zeit gehabt; und die ist vorüber. Beide spüren es, und die Lehrerin ist sich sicher, dass sie diesen Mann auch gar nicht mehr heiraten möchte. Man redet kurz freundlich miteinander, dann verabschiedet sie sich von ihm. Auch er hatte wohl andere Erwartungen von dem Wiedersehen, muss aber einsehen, dass es wohl besser so ist. Die Erinnerung an das damals mit dem Heute in Einklang zu bringen, so erkennen er wie sie, ist ein Ding der Unmöglichkeit. Es ist zu spät. Auf dem Heimweg erliegt die Lehrerin einem Herzschlag, Schulkinder finden die Tote unter einem grünenden Busch liegen.

## Produktionsnotizen
Zu spät, ein von der Messter’s Projection GmbH (Berlin) produzierter Film, wurde, je nach Quelle, 1912 oder 1913 gedreht, passierte im Juli 1913 die Zensurprüfung und wurde wohl noch im Sommer desselben Jahres uraufgeführt. Der Film besaß lediglich zwei Akte. In Österreich-Ungarn war die Erstaufführung für den 12. September 1913 vorgesehen. Dort hatte Zu spät eine Länge von 782 Metern. 
Die Herstellung des Films kostete 890 Mark. Sollte Carl Froelich Regie geführt haben, so war dies seine erste Kinoinszenierung.

## Kritik
„Eine hervorragende Arbeit an genialer Inszenierungskunst. Eine feine gut durchdachte Handlung, die sich in kleinste Kleinarbeit ergeht. (…) Wenn man eine einfache, stimmungsvolle Lebensgeschichte sehen will, die in jedem einzelnen eine Minute wenigstens des eigenen Lebens ins Gedächtnis ruft, so ist dazu am besten dieses Bild geeignet.“